# Maksymilian Iksal
Maksymilian Iksal (ur. 7 kwietnia 1895 w Turzyczce, zm. 1981) – polski działacz niepodległościowy na Śląsku, uczestnik powstań 1919–21.

## Życiorys
Maksymilian Iksal urodził się w Turzyczce (dzielnica Wodzisławia Śląskiego), w rodzinie Jana i Marianny z Musiołów. W latach młodości związany był zarówno z miastem Wodzisławiem, jak i z jego późniejszą dzielnicą Jedłownikiem, do którego parafii należała Turzyczka. W 1915 powołano go do służby w armii niemieckiej. Walczył w oddziałach 57 pułku piechoty na froncie francuskim, a następnie na froncie wschodnim w Warszawie i Kutnie. W grudniu 1918 wstąpił do organizacji wojskowej na terenie powiatu rybnickiego. Współtworzył pierwsze komórki POW Górnego Śląska, a potem pełnił funkcję dowódcy 4 kompanii w 2 pułku Strzelców Rybnickich. W związku z grożącym mu aresztowaniem znalazł się w obozie uchodźców w Piotrowicach. Tam 14 sierpnia 1919 stanął na czele 5-osobowego komitetu i wydał rozkaz komendantom organizacji wojskowej w powiecie pszczyńskim i rybnickim o rozpoczęciu walki w nocy z 16 na 17 sierpnia. Sam na czele 40-osobowego oddziału uderzył na Gołkowice, zdobywając je. Następnie przekazał dowództwo Franciszkowi Marszolikowi, a sam wyruszył do Polski po pomoc. Przyjął go gen. Józef Haller w Krakowie oraz premier Ignacy Jan Paderewski i minister spraw wojskowych gen. Kazimierz Sosnkowski w Warszawie. Nie zdołał jednak uzyskać pomocy władz polskich. Nie udało się to także w Dowództwie Głównym Wojsk Wielkopolskich w Poznaniu.
W czasie II powstania pełnił funkcję organizatora i zastępcy komendanta powstania POW Górnego Śląska w powiecie opolskim. Był tam też czynny w akcji plebiscytowej.
Walczył w III powstaniu w rejonie Góry św. Anny, w szeregach podgrupy „Bogan”. W okresie międzywojennym pracował jako urzędnik miejski w Rybniku. W latach 1923–1939 był członkiem Związku Powstańców Śląskich.
W 1939 współorganizował Ochotnicze Oddziały Powstańcze w powiecie rybnickim. Pełnił funkcję zastępcy dowódcy I batalionu. W okresie okupacji ukrywał się w Otmęcie i Blachowni Śląskiej, a po jej zakończeniu powrócił do Rybnika.
Pochowany w Kwaterze Dowódców Powstań Śląskich na cmentarzu komunalnym przy ulicy Rudzkiej w Rybniku.

## Ordery i odznaczenia
- Krzyż Oficerski Orderu Odrodzenia Polski
- Krzyż Walecznych
- Medal Niepodległości (16 marca 1937)[6]
- Srebrny Krzyż Zasługi (14 listopada 1929)[7]
- Krzyż na Śląskiej Wstędze Waleczności i Zasługi[8]